# Подземные воды Москвы

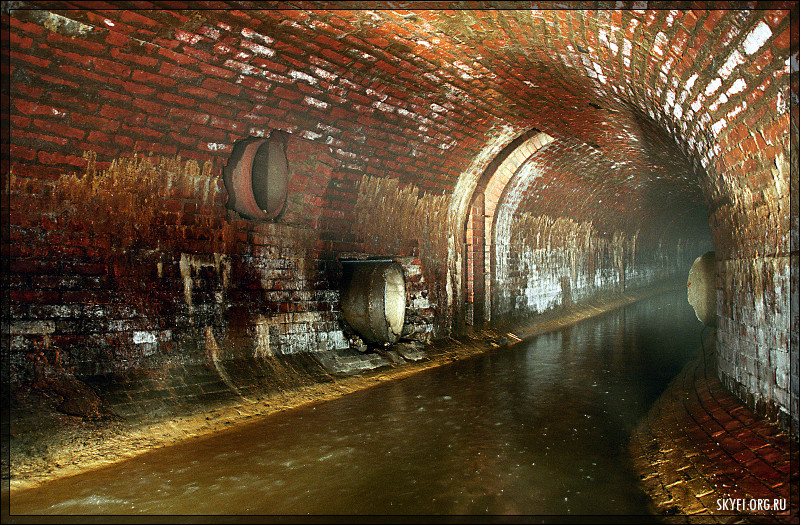
Река Неглинная

В Москве подземные воды обеспечивают хозяйственно-питьевое водоснабжение и водоснабжение промышленности лишь на 3—7 %, это намного ниже, чем в Подмосковье, где подземные воды обеспечивают соответственно 90 % и 60 % данных типов водоснабжения.

## Описание
Масштабное загрязнение Москвы-реки, Яузы и прочих городских рек в XIX веке стало причиной того, что жители Москвы повсеместно начали копать колодцы, таким образом существенно выросло потребление грунтовых вод, что уже тогда стало причиной понижения их уровня. Дабы добыть чистую воду, приходилось копать всё глубже и глубже.
В конце XX века масштабная добыча подземных вод на потребности Москвы и агломерации стала причиной падения их уровня на 50—120 м в 90-километровой зоне от центра города. В итоге на территории Москвы сформировалась большая депрессионная воронка, а, вдобавок, в определённых местах встречаются локальные воронки.
В конце концов, питание Москвы-реки и её системы за счёт подземных вод прекратилось, поверхностные и грунтовые воды просачиваются в подземные ниши и загрязняют воду подземных источников. Формируются карстовые провалы.